# 1+1=1
1+1=1 es el segundo álbum de estudio interpretado por David Zepeda lanzado oficialmente el 12 de abril de 2016. Incluye con género de pop, bachata y banda. 
Se lanzó como sencillo el tema Un amor como el nuestro el 20 de enero de 2017.

## Listas de canciones
| David Zepeda' |                                               |              |               |          |  |
| N.º           | Título                                        | Escritor(es) | Productor(es) | Duración |  |
| 1.            | «Hoy»                                         |              |               | 3:50     |  |
| 2.            | «Me duele tu ausencia»                        |              |               | 3:38     |  |
| 3.            | «Solo para ti»                                |              |               | 3:54     |  |
| 4.            | «Bailando sola»                               |              |               | 3:26     |  |
| 5.            | «Vivo por ti»                                 |              |               | 3:50     |  |
| 6.            | «Preciosa»                                    |              |               | 3:36     |  |
| 7.            | «Después de ti»                               |              |               | 3:15     |  |
| 8.            | «Bailar contigo»                              |              |               | 3:20     |  |
| 9.            | «Ese deseo»                                   |              |               | 3:45     |  |
| 10.           | «Actor de telenovela»                         |              |               | 3:07     |  |
| 11.           | «Me duele tu ausencia (ft. Daniel Santacruz)» |              |               | 3:38     |  |
| 12.           | «Bailando sola (ft. Osmani García)»           |              |               | 3:15     |  |
| 13.           | «Un amor como lo nuestro»                     |              |               | 3:10     |  |

## Fecha de lanzamiento
| Fecha               | Formato(s)          |
| ------------------- | ------------------- |
| 12 de abril de 2016 | CD Descarga digital |